# Colorado (fluviu)
Colorado este fluviul cel mai important și mai mare din sud vestul Americii de Nord. Lungimea fluviului este de 2.333 de km cu un bazin hidrografic de colectare a apelor de pe o suprafață de 703.132 km².

## Cursul fluviului
Izvorul fluviului se găsește în parcul național din Rocky Mountains (Munții Stâncoși) din statul nord american Colorado, la nord-vest de orașul Denver.  Curge din Munții Stâncoși prin statele Utah și Arizona, după care formează granița dintre Arizona și Nevada, respectiv dintre Arizona și California.  Din Statele Unite, unde se află cea mai mare parte a cursului său, trece în Mexic, unde se varsă la granița dintre statele Baja California și Sonora în golful Californiei.
In regiunea Platoului Colorado, unde primește apele afluentului său Erosion, s-au format celebrele canioane ale fluviului pe o lungime totală de 1.600 km.  Printre acestea, cele mai renumite sunt Glenwood Canyon în Colorado, Glen Canyon în Utah, Marble Canyon și Grand Canyon în Arizona.  Cursul superior al fluviului Colorado, până la confuența sa cu Green River, era mai demult denumit Grand River.  In anul 1921, la cererea statului Colorado adresată Congresului nord-american, denumirea cursului său superior a fost schimbată în numele de astăzi râul Colorado

## Proiectul Colorado - Big Thompson
Este proiectul cel mai mare de schimbare a direcției cursului fluviului Colorado. Pe partea vestică a Munților Stâncoși apele cursului său superior vor fi regularizate în Grand Lake, Lacul Granby și într-un lacul de acumulare artificial. O mare parte a apelor sale vor fi deviate prin tunelul Alva B. Adams pe partea estică a munților în Big Thompson River, un afluent al râului South Platte River, pe traseul său prin munți apele lui fiind folosite pentru producerea energiei electrice, iar pe partea estică a munților la irigarea unei suprafețe agricole de 290.000 ha, asigurând apa necesară orașelor Fort Collins și Greely, ca și Colorado State University.

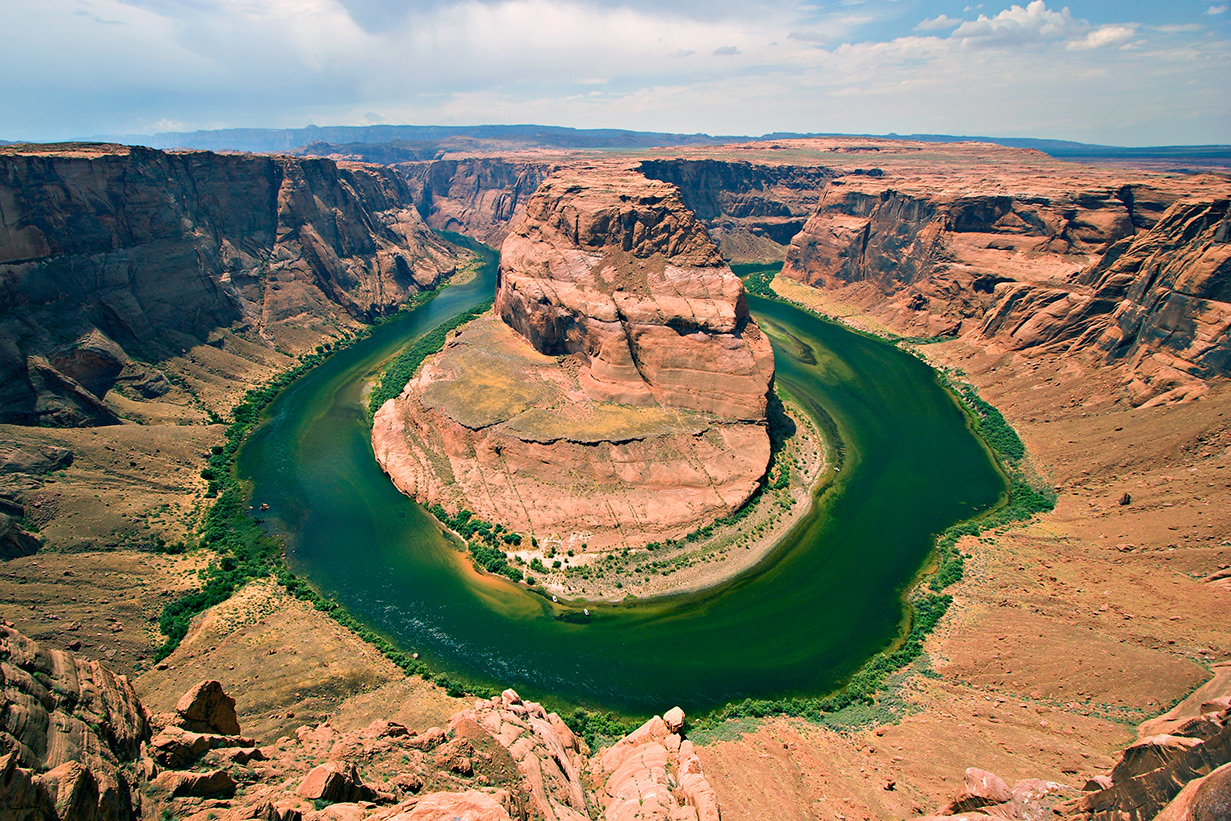
Colorado River în locul numit Horseshoe (Potcoava calului), unde a creat un superb meandru de totală întoarcere

Acest proiect de canalizare are o lungime în direcția est-vest de 240 km, și 150 km în direcția nord-sud, asigurând în medie o cantitate de apă de 213.000 acre-feet (162.731.631 m³) pe an.

## Lacuri de acumulare
De-a lungul cursului său are o serie de lacuri mari de acumulare ca: Barajul Hoover care alcătuie lacul de acumulare Mead de lângă Las Vegas și  Barajul Glen Canyon care creează lacul Powell. Aceste lacuri de acumulare sunt rezervoare de apă potabilă servind și la producerea curentului electric.
Prin acest sistem de gospodărire a apelor se asigură apa necesară unor orașe mari nord americane ca: Los Angeles, San Diego, Phoenix și Tucson. Prin canalizarea fluviului însă s-a determinat aproape la secarea lui în albia inițială.

## Secetă
In anii 2000 prin scăderea cantității de precipitații în această regiune, a scăzut substanțial și debitul fluviului, de acest fluviu depinde întreaga asigurare cu curent electric a părții sud-vestice din America de Nord. Incepând din anul 2000 Lake Powell a pierdut peste 60 % din cantitatea sa de apă, de asemenea Lake Mead pierde 40 %, ce ar corespunde cu o diferență de nivel a apei de 2 m.

## Afluenți și localități

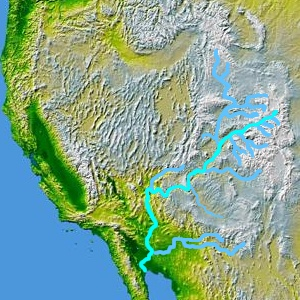
Colorado River (accentuat) in sud-vestul Americii de Nord,cu afluenții săi principali

Afluenții mai importanți a fluviului Colorado considerați de la nord spre sud sunt următorii:
- Gunnison River (stânga -  Colorado)
- Dolores River (stânga - Colorado,  Utah)
- Green River (dreapta -  Wyoming, Colorado, Utah)
- Dirty Devil (dreapta - Utah)
- Escalante River (dreapta - Utah)
- San Juan River (stânga -  New Mexico, Utah)
- Paria River (dreapta - Utah,  Arizona)
- Little Colorado River (stânga - Arizona)
- Kanab River (dreapta - Utah, Arizona)
- Virgin River (dreapta - Utah, Arizona,  Nevada)
- Gila River (stânga - Arizona)

Localități de pe cursul fluviului Colorado sunt următoarele:
- Glenwood Springs, Colorado
- Grand Junction, Colorado
- Moab, Utah
- Page, Arizona
- Boulder City, Nevada
- Lake Havasu City, Arizona
- Yuma, Arizona
- San Luis Rio Colorado, Mexic